# Histórias consistentes
Na mecânica quântica, a abordagem histórias consistentes pretende ser uma moderna interpretação da mecânica quântica, geralmente a interpretação de Copenhague  tida como a mais convencional, provendo uma interpretação natural da cosmologia quântica. Alguns acreditam que esta interpretação deriva do trabalho apresentado por Hugh Everett sendo uma versão moderna da interpretação de muitos mundos. Outros discordam profundamente disto. A teoria se baseia no critério de consistência que então permitiria a história de um sistema possa ser descrito pelas probabilidades de cada história, que obedecem as leis da probabilidade clássica, enquanto preserva a consistência com a equação de Schrödinger.
De acordo com esta a interpretação da mecânica quântica, o propósito da teoria da mecânica quântica é predizer a probabilidade de várias histórias alternativas. Uma história é definida como uma seqüência (produto) dos operadores de projeção em diferentes instantes no tempo:
{\displaystyle H_{i}=T\prod _{j=1}^{n_{i}}P_{i,j}(t_{i,j})}
O símbolo {\displaystyle T} indica que os fatores no produto são ordenados cronologicamente de acordo como os valores de {\displaystyle t_{i,j}}: os operadores "passados" com menores valores de  {\displaystyle t} aparecem no lado direito, e os do operadores "futuros" com os maiores valores de  {\displaystyle t} aparecem do lado esquerdo.
Estas projeções de operadores podem corresponder a qual conjunto de problemas que incluam todas que tratem de todas as possibilidades.
Exemplificando, este poderiam ser o significado de 3 projeções: "o elétron atravessou a fenda da esquerda ", "o elétron atravessou a fenda da direita" e "o elétron não passou por nenhuma das fendas". Um dos objetivos desta teoria é mostrar que questões clássicas tais como “onde está meu carro” são consistentes. Nestes casos deve-se usar um grande número de conjuntos de projeções, cada uma especificando a localização do carro em alguma pequena região do espaço.
Uma história é uma seqüência destas questões, ou matematicamente o produto do correspondente operador de projeção. As leis da mecânica quântica são para predizer as probabilidades das histórias individuais, dadas condições iniciais conhecidas.
Finalmente, das histórias são requeiridas sua consistência, isto é:
{\displaystyle \operatorname {Tr} (H_{i}\rho H_{j}^{\dagger })=0}
para {\displaystyle i,j} diferentes. Onde {\displaystyle \rho } representa a matriz de densidade inicial, e o operador foi expresso na figura Heisenberg. A necessidade de consistência permite postular que a probabilidade da história {\displaystyle H_{i}} é simplesmente
{\displaystyle \operatorname {Pr} (H_{i})=\operatorname {Tr} (H_{i}\rho H_{i}^{\dagger })}
a qual garante que a probabilidade do "A ou B" é igual à probabilidade de "A" mais a probabilidade de "B" menos a probabilidade de "A e B", e assim por diante. A interpretação baseada em histórias consistentes é usada em combinação com a visão do entrelaçamento quântico. O entrelaçamento quântico implica que somente determinadas escolhas das histórias são coerentes, e permitem um cálculo quantitativo da fronteira entre o domínio clássico e o quântico. 
Em algumas interpretações baseadas em histórias consistentes não muda em nada em relação ao paradigma da interpretação de Copenhague que somente as probabilidades calculadas da mecânica quântica e a função onda têm um significado físico. De forma a obter uma teoria completa, as regras formais acima devem ser suplementadas com um espaço Hilbertiano particular e leis que governem a dinâmica do sistema, pro exemplo um Hamiltoniana.
Na opinião de outros, ainda não foi feita uma teoria completa, portanto nenhuma previsão é  possível a respeito de qual conjunto de histórias consistentes irá sempre ocorrer. Estas regras das histórias consistentes, o espaço Hilbertiano e o Hamiltoniano devem ser suplementados por um conjunto selecionado de leis.
Os propositores desta moderna interpretação, tais como Murray Gell-Mann, James Hartle, Roland Omnes, Robert B. Griffiths, e Wojciech Zurek argumentam que esta interpretação esclarece as desvantagens fundamentais da velha interpretação de Copenhague, e pode ser usado como um modelo interpretacional para a mecânica quântica.  

## Referência
- R. Omnès, Understanding Quantum Mechanics, Princeton University Press, 1999. O capítulo 13 descreve histórias consistentes.